# Tony Tsabedze
Tony Tsabedze (Mhlambanyatsi, Suazilandia; 29 de octubre de 1984) es un futbolista de Suazilandia que juega en la posición de Centrocampista y que actualmente milita en el Mbabane Swallows de la Primera División de Suazilandia.

## Carrera

### Club
| Periodo   | Club                 |
| --------- | -------------------- |
| 2002–2003 | Mhlambanyatsi Rovers |
| 2003–2004 | Silver Stars         |
| 2004–2008 | Supersport United    |
| 2008–2009 | Maritzburg United    |
| 2009–2011 | Engen Santos         |
| 2011–     | Mbabane Swallows     |

### Selección nacional
Debutó con Suazilandia en 2003 y actualmente es el jugador con más partidos internacionales con la selección nacional. Ha anotado seis goles, incluyendo uno en la victoria por 6-0 ante Yibuti en la Clasificación para la Copa Mundial de Fútbol de 2018.	

## Logros
- Premier Soccer League: 1

2007/08
- Copa Nedbank: 1

2005
- MTN 8: 1

2004
- Primera División de Suazilandia: 4

2012, 2013, 2017, 2018
- Copa de Suazilandia: 2

2013, 2016
- Supercopa de Suazilandia: 2

2017, 2018
- Swazi top 8 Cup: 3

2013, 2015, 2016
- PLS Ultimate Cup: 1

2012
- King Mswati III Cup: 1

2015